# Wes Paul

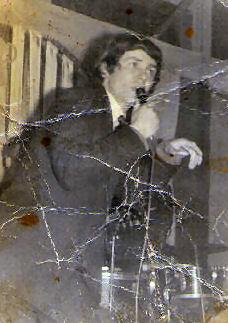
Wes Paul (1965)

Wester Paul Gerrard (Wes Paul), född 28 mars 1943, är en brittisk sångare och gitarrist. Han växte upp i Lodge Lane, Liverpool i England. Mellan 13 november 2005 och 2 september 2007 var han inspicient vid Sounds of the Sixties Cavern Showcase som hölls varje söndag vid the Cavern Club i Liverpool. Det startades av Kingsize Taylor och hans fru Marga Kingsize Taylor bjöd in Wes Paul för att jobba på klubben. Paul tog på sig ansvaret att boka in band och sköta webbplatsen. Varje vecka uppträdde fem eller flera band som spelade musik främst från 1950 eller 1960-talet. Framträdanden gjordes av allt från nya band till gamla Merseybeat-band så som The Undertakers och The Mojos. Cavern Club fanns ursprungligen i en annan lokal cirka 30 meter från den nuvarande. Många kända band har spelat där, bland annat The Beatles.

## Wes i yngre dagar
Wes Paul gick på Tiber Street's småbarnsskola vid Lodge Lane i Liverpool, innan han gick på Princes Park's grundskola i Sefton Park. Han lämnade skolan vid 15 års ålder för att jobba som lärling hos en murare, John Holmes Blockmakers. Han hade en tidigt intresse för musik och 1955 köpte han sin först gitarr för 5 pund hos Gerry Allan's skivaffär vid Lodge Lane. Samma år bildade han en skifflegrupp tillsammans med några kamrater, de spelade för pengar vid olika gatuhörn i staden. Vid 14 års ålder bildade han ett band som hette Westy's Wise Jives - bandet ha namnet tryckt på baksidan av sina skinnjackor - de spelade vid skolor och olika lokala event - deras influenser var bland annat Hank Williams och Elvis Presley. Wes Paul var inte den bästa på att spela gitarr men han gjorde upp för det med att vara bandets sångare.
Vid 16 års ålder anställdes Wes i handelsflottan och tillbringade 10 veckor på skeppet Vindicatrix, den senare delen som båtsman. Efter att han hade återvänt till Liverpool i juli 1959 blev han däckspojke ombord skeppet Sylvania. Han seglade över Atlanten till Québec. Den 30 september 1959 seglade han med ett av Blue Funnel Lines skepp, Lycaon, han var junior ordinarie matros och seglade till Kielkanalen där han stannade en vecka i St. Pauli i Hamburg. Staden var en viktig del av bildandet av det kända Merseybeatsoundet några år senare.